# 2000 GA89
2000 GA89 är en asteroid i huvudbältet som upptäcktes den 4 april 2000 av LINEAR i Socorro County, New Mexico.
Asteroiden har en diameter på ungefär 4 kilometer och den tillhör asteroidgruppen Vesta.